# إدغار ألان براون
إدغار ألان براون (بالإنجليزية: Edgar Allan Brown) هو سياسي أمريكي، ولد في 11 يوليو 1888، وتوفي في 26 يونيو 1975. انتخب عضو مجلس نواب كارولاينا الجنوبية وانتخب عضو مجلس ولاية كارولاينا الجنوبية.